# Wheeler (Texas)
Wheeler è una città degli Stati Uniti d'America, situata nello Stato del Texas, nella Contea di Wheeler, della quale è anche il capoluogo.